# Анагенісі Кардіца
ФК «Анагенісі Кардіца» (грец. ΠΑΕ Αναγέννηση Καρδίτσας) — грецький професіональний футбольний клуб із міста Кардіца, Греція, який змагається в Суперлізі 2, другому рівні системи грецьких футбольних ліг. Клуб є рекордсменом за кількістю учасників у Beta Ethniki, зігравши там загалом 34 сезони.

## Історія
Один із найстаріших клубів грецького футболу, Анагенісі Кардіца, був заснований у 1904 році в південно-західному місті Кардіца в Фессалії як футбольна команда мультиспортивного клубу ASA (грец. Αθλητικός Σύλλογος Αναγέννησης — Athlitikos Syllogos Anagennisis), Атлетична асоціація Anagennisi. Назва клубу походить від грецького слова «Відродження». Статут клубу підписав особисто кронпринц Костянтин I.

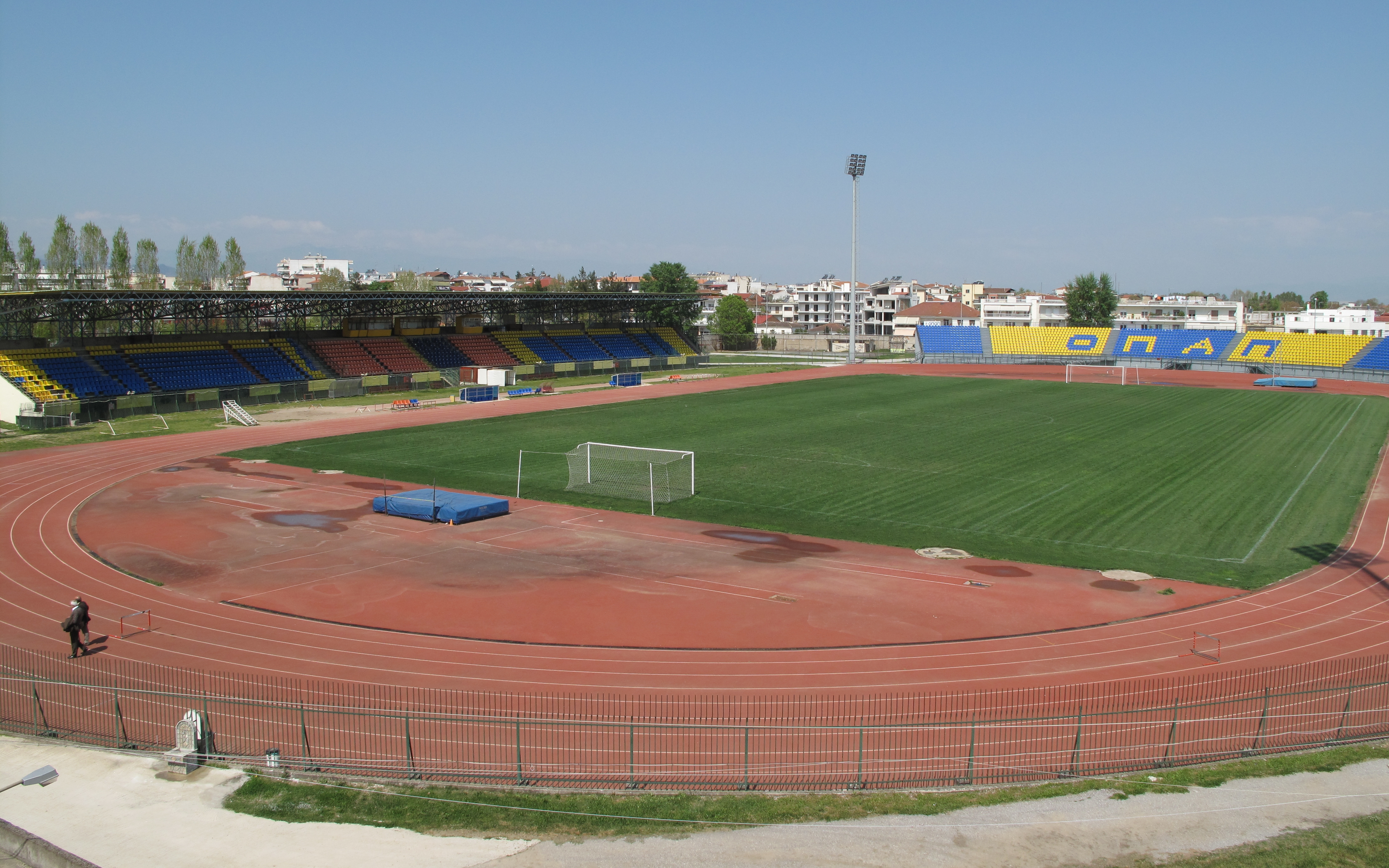
Муніципальний стадіон м. Кардіца

З моменту заснування в 1904 році футбольна команда ASA не була офіційно визнана окремою організацією. Оскільки все більше спортсменів клубу почали виявляти інтерес до спорту, футбольна команда почала тренуватися та грати на місцевому рівні, у районі центральної Кардіци який пізніше став парком Павсіліпо. Із зростанням популярності цього виду спорту в Греції в наступні десятиліття, у 1924 році футбольна команда нарешті отримала власний відділ в ASA. Граючи в незалежній регіональній Фессалійській лізі з 1929 по 1962 рік, клуб приєднався до новоствореного другого грецького дивізіону вчасно в сезоні 1962-63. Коли грецька футбольна ліга стала професійною в 1979 році, футбольний відділ ASA був реформований як Football Public Limited Company, або PAE (грец. ΠΑΕ - Ποδοσφαιρική Ανώνυμη Εταιρία / Podosferiki Anonymi Eteria) і продовжував змагатися як PAE Anagennisi Karditsas (ФК «Анагенісі Кардіца»).
Одним із визначних моментів в історії «Анагеннісі Кардіца» є перемога над «Олімпіакосом» у Кубку Греції в 1993-94 роках, а також перемога над «Паніліакосом» у фіналі напівпрофесійного Кубка Греції в 1981 році. У 2008 році «Анагенісі Кардіца» вийшла в плей-оф «Гамма Етнікі» та обіграла «Іліуполі» з рахунком 2:0 в Афінах, щоб здобути підвищення до Бета Етнікі.
За стандартами регіонального футболу «Анагенісі Кардіца» є дуже добре підтримуваним клубом. Рекордсмен за кількістю вболівальників, які будь-коли відвідували виїзну гру Gamma Ethniki у 2008 році, з 2000 вболівальників у матчі плей-оф проти «Іліуполі». У сезоні 2008-09 «Анагенісі Кардіца» мала четверте місце за відвідуваністю, незважаючи на те, що уникла вильоту лише в останньому матчі проти «Верії».

## Досягнення
- Третій дивізіон
  - Переможець (3): 1969, 1992–93, 1996–97
  - Другий призер (3): 1980–81, 2007–08, 2012–13

- Четвертий дивізіон
  - Переможець (3): 1991–92, 2011–12, 2020–21